# Mala flavta
Pikolo (piccolo – v it. »malo«, vendar je it. beseda »ottavino«) ali mala flavta je članica skupine pihal.
Prijemi so enaki kot pri večjem sorodniku – flavti.
Ta inštrument je velik 31 cm – polovica dolžine flavte, kar posledično ustvarja oktavo višji zvok (temu ime »ottavino«, kar pomeni mala oktava).
Pikolo se je prvič pojavil okrog leta 1840.
Pikolo se prodaja uglašen na tonu C, vendar so v preteklosti bili uglašeni tudi v Des.